# Маріка зеленолоба
Ма́ріка зелена (Cinnyris humbloti) — вид горобцеподібних птахів родини нектаркових (Nectariniidae). Ендемік Коморських Островів. Вид названий на честь французького натураліста Леона Амбло.

## Опис
Довжина птаха становить 11 см, вага 5,5-8 г. У самців голова і верхня частина тіла темно-зелені з зеленим або золотистим відблиском. У номінативного підвиду горло і верхня частина грудей зелені, блискучі, нижня частина грудей яскраво-червона. У самців підвиду C. h. mohelicus верхня частина тіла тьмяніша, горло і верхня частина грудей мають пурпуровий відблиск. У дорослих самиць верхня частина тіла оливково-зелена, голова сірувата, надхвістя зелене, нижня частина тіла сірувата, поцяткована темними плямками, кінчик хвоста білий.

## Підвиди
Виділяють два підвиди:
- C. h. humbloti Milne-Edwards & Oustalet, 1885 — острів Великий Комор;
- C. h. mohelicus Stresemann & Grote, 1926 — острів Мохелі.

## Поширення і екологія
Зеленолобі маріки живуть у вологих рівнинних тропічних лісах і чагарникових заростях та в садах.